# Johann Karl August Musäus
Johann Karl August Musäus (Jéna, 1735. március 29. – Weimar, 1787. október 28.) német író.

## Munkássága
1769-től gimnáziumi tanár volt Weimarban. Humorista, szatirai éllel írta műveit. Regényeit leginkább a kornak bizonyos túlzásai ellen intézte, melyeket azonban nem szenvedélyesen ostorozott, hanem (részben Wieland modorában, akinek barátja és mint író tanítványa volt) csak jókedvű, kedélyes gúny tárgyává tesz. Fő művei: Grandison der Zweite (1760, később teljesen átdolgozva: Der deutsche Grandison 1781; Richardson angol regényíró túlzóan nagylelkű hőseinek kigúnyolása); Physiognomische Reisen (1778, Lavater arcisméjének hóbortos kiaknázása ellen); Volksmärchen der Deutschen (1782— 1786, 5 kötet, előkészíti a Grimm-testvérpár mesegyűjtését), legnépszerűbb műve, mely azonban inkább mondákat tartalmaz, mint regéket és nem óvta meg a népköltészet egyszerű, naiv előadását és sajátos stílusát: Straussfedern (1787, elbeszélések, csak 1 kötete jelent meg). Hátrahagyott iratait rokona, August von Kotzebue adta ki (1791). Életét megírták Moritz Müller (1867) és Franz Muncker, Allgemeine deutsche Biographie (XXIII., 81—90. old.).